# Gloria de la Prada
Gloria de la Prada Navarro (Sevilla, 17 de junio de 1886 - Madrid, ¿1951?) es una poeta, narradora, compositora e intérprete de coplas española del primer tercio del siglo XX.

## Biografía
Se educó en Sevilla y durante la edad adulta se trasladó a Madrid, donde pasó la mayor parte de su vida laboral pero identificándose fuertemente con Andalucía.    
Su vocación poética nació precisamente tras la lectura de los versos del poeta modernista colombiano José Asunción Silva. Comienza a publicar en la segunda década del siglo XX alternando obras narrativas y líricas. No obstante, obtuvo mayor reconocimiento en poesía gracias a la publicación de diversas recopilaciones de cantares, en su mayoría de inspiración andaluza; algunos de sus poemas aparecieron previamente publicados en la revista "Nuevo Mundo".    
Sin embargo, su faceta como narradora también es estimable publicando tres novelas y cinco cuentos en algunas de las colecciones más populares de su época como “Los Contemporáneos” y “El Cuento Semanal”, a menudo firmadas con el seudónimo "Mimí". Por otra parte, colaboró (al igual que otras escritoras de su tiempo como Elena Fortún y Josefina Bolinaga) en la sección Gente Menuda del suplemento Blanco y Negro del diario ABC, de la que llegó a ser redactora de la sección de Ciencias Naturales durante la década de los 20.
Por otro lado, publicó en prensa diversas crónicas que aparecieron en El Heraldo de Madrid y en El Heraldo granadino, especializándose en crónicas flamencas, aunque cultivó otros géneros de opinión.   
El crítico literario Rafael Cansinos-Assens en uno de los apartados de La nueva literatura (1917-1927) hace un repaso de las escritoras de principios de su época e incluye a Gloria de la Prada dentro de lo que viene a llamar "pléyade más reciente de escritoras", junto a otros nombres como Concha Espina, Cecilia Camps o Angelina Alcaide. Cansinos-Assens la califica como "la más femenina de nuestras escritoras" que "es con su figurita de musmé como una copla viva".

## Rasgos temáticos y de estilo
A pesar de la abundancia de los títulos de su narrativa en forma de novelas y cuentos, en su mayoría de corte costumbrista y popular, lo cierto es que destacó más por su poesía que tiene un carácter neopopular y andalucista, con una fuerte base en el folclore andaluz y, en general, tendente a metros cortos de arte menor y composiciones sin título y muy breves que raramente superan los seis versos. Precisamente, la mayoría de sus novelas utilizan la copla para aumentar matices de forma significativa y son de tono sentimental y costumbrista, muy en la línea de su poesía. 
La propia escritora en el “Prólogo íntimo” que coloca al frente de su poemario Las cuerdas de mi guitarra (1913) resalta el carácter personal y experiencial de su libro. Insiste, así, en que los cantares que forman el poema:

son las vibraciones de mi ser (…) desgarros de penas, gritos de pasión, suspiros en que va un pasado de amor… ironías, que mal encubren el tedio que acarrea el vivir.

Según Gloria de la Prada, la copla habita en las raíces del pueblo y es allí donde puede encontrar su origen más auténtico, frente a otro tipo de géneros poéticos de carácter más intelectual. De hecho, los cinco poemarios de De la Prada están formados por coplas de tipo popular que tienen, la mayoría de ellas, no sólo una inspiración andaluza sino también un trasfondo especialmente sevillano con la incorporación de algunos topónimos como el barrio de la Macarena o Triana. 
Asimismo, en estos poemarios es posible distinguir varios tipos de coplas que, en ocasiones, aparecen agrupadas bajo diversos epígrafes: soleares, seguidillas y seguidillas gitanas, malagueñas, sevillanas y soleadillas. Los temas tratados en las coplas son los característicos de estas composiciones: el desengaño, la soledad, la ausencia, el olvido o la venganza. Sin embargo, por encima de todos, el amor se dibuja como el tema central de muchas de las coplas siendo, en la mayoría de los casos, un amor “desgraciado”, sobre todo por una comunicación escasa entre los dos sujetos y por una disparidad de objetivos en lo que se refiere al vínculo amoroso. De este modo, en sus coplas aparece el amor unido indisolublemente al dolor y al desamor lo que genera angustia, desengaño y dudas ante los verdaderos sentimientos del otro. 
Otros temas que también encontramos en estas poesías son la exaltación del Carpe diem (del disfrute del momento actual como refugio ante la visión negativa que subyace a la mayoría de las coplas), la defensa del ideal estoico de la resignación ante las adversidades y dificultades de la vida (al tiempo que anima a seguir adelante en el camino sin nostalgia del pasado). También está presente un cierto tono moralizante que recoge ideas que la sabiduría popular muchas veces ha condensado en proverbios y refranes así como la recurrente presencia de la copla, el cante y la guitarra como símbolo del alma del sujeto.  
Es importante, por lo demás, destacar que en algunas de las coplas se pone de manifiesto la desigual situación de mujeres y hombres, así como el doble criterio moral que se establece a la hora de juzgar los comportamientos masculinos y femeninos. 

¡Qué fatiga es ser mujer!;
es tan solo un caminito
el que nos dejan correr..

En este sentido, la vida de las mujeres se dibuja como doblemente limitada y obstaculizada. En otro sentido, se incide en la dependencia femenina del amor frente al desapego o indiferencia masculinos, subrayando este diferente interés que los hombres tienen en las relaciones con respecto a las mujeres. Con todo y a pesar de esta aparente conciencia de género, lo cierto es que en muchas otras de las coplas aflora la visión androcéntrica y machista que caracteriza a la tradición popular española y que llega incluso a justificar el maltrato.

Todo el que insulta a una hembra,
es que la tiene en muy poco,
o que la quiere de veras.

## Obras

### Poesía
- Mis cantares (1911). Prólogos de Felipe Trigo y Manuel Machado. Madrid, Impr. Española
- Noches sevillanas. Cantares: soleares, seguidillas gitanas, malagueñas, sevillanas (1912). Precedido de un soneto de Francisco Villaespesa y de un cuento de la propia autora. Madrid, Librería de los sucesores de Hernando.
- Las cuerdas de mi guitarra (1913). Madrid, Renacimiento.
- El barrio de la Macarena (1917). Madrid, Renacimiento.
- La copla andaluza (¿1955?). Madrid, Renacimiento.

### Novelas y cuentos
- Por una coleta (1911). Cuento costumbrista. Dibujos de Manchón. Madrid, Impr. Artística Española.
- El cantar de los amores (1912). Ilustraciones de Epi. Madrid, Los Contemporáneos.
- El ensueño se mete en casa (1912). Novela de amor. Prólogo de Eduardo Zamacois. Madrid: Impr. Alrededor del Mundo.
- Los labios rojos (1913). Novela. Madrid, M. Núñez.
- El encierro (1915). Ilustraciones de L. Aguirre. Madrid, La novela de bolsillo.
- Salú la Corralera (1916). Cuento costumbrista. Ilustraciones de F. Mota. Madrid, Los Contemporáneos.
- La mejor firma (1916). Madrid, Impr. Alrededor del Mundo.
- El candilejo (1930). Barcelona, Publicaciones Mundial.